# Hörschbachschlucht (Schonwald)
Koordinaten: 48° 57′ 59,5″ N, 9° 32′ 58,1″ O
Das Gebiet Hörschbachschlucht ist ein mit Verordnung vom 8. November 2004 durch die Körperschaftsforstdirektion Tübingen ausgewiesener Schonwald (Schutzgebiet-Nummer 200254) in Baden-Württemberg.

## Lage
Das Schutzgebiet befindet sich südlich von Murrhardt. Es liegt im Stadtwald Murrhardt und umfasst Teile der Abteilungen 2 bis 7 und 9 des Distriktes 4 „Raidt“.
Der Schonwald liegt im Naturschutzgebiet Hörschbachschlucht und im FFH-Gebiet Welzheimer Wald. Der Hörschbach durchfließt den Schonwald.

## Vegetation
Im Schonwald kommen laut Waldbiotopkartierung die folgenden Pflanzen vor:
Weiß-Tanne, Feldahorn, Moschuskraut, Giersch, Kriechender Günsel, Knoblauchsrauke, Schwarz-Erle, Buschwindröschen,
Wald-Engelwurz, Wald-Geißbart, Gewöhnliche Haselwurz, Wald-Frauenfarn, Hänge-Birke, Rippenfarn, Wald-Zwenke, Besenheide,
Sumpfdotterblume, Nesselblättrige Glockenblume, Wald-Schaumkraut, Spring-Schaumkraut, Hänge-Segge, Dünnährige Segge, Wald-Segge,
Gemeine Hainbuche, Wechselblättriges Milzkraut, Gegenblättriges Milzkraut, Mittleres Hexenkraut, Großes Hexenkraut, Kohldistel,
Gemeine Hasel, Sumpf-Pippau, Zerbrechlicher Blasenfarn, Echter Seidelbast, Rasen-Schmiele, Gewöhnlicher Dornfarn, Echter Wurmfarn,
Schmalblättriges Weidenröschen, Acker-Schachtelhalm, Winter-Schachtelhalm, Wald-Schachtelhalm, Riesen-Schachtelhalm, Gewöhnlicher Spindelstrauch,
Gewöhnlicher Wasserdost, Mandelblättrige Wolfsmilch, Süße Wolfsmilch, Rotbuche, Wald-Schwingel, Riesen-Schwingel, Mädesüß,
Wald-Erdbeere, Faulbaum, Gemeine Esche, Gewöhnliche Goldnessel, Kletten-Labkraut, Wiesen-Labkraut, Waldmeister, Rundblatt-Labkraut,
Wald-Labkraut, Ruprechtskraut, Bach-Nelkenwurz, Echte Nelkenwurz, Eichenfarn, Ruprechtsfarn, Gemeiner Efeu, Leberblümchen,
Gewöhnliches Habichtskraut, Tannenbärlapp, Behaartes Johanniskraut, Großes Springkraut, Flatter-Binse, Europäische Lärche,
Wilde Platterbse, Frühlings-Platterbse, Wald-Hainsimse, Sprossender Bärlapp, Wiesen-Wachtelweizen, Wald-Wachtelweizen, Wasserminze,
Rossminze, Wald-Bingelkraut, Wald-Flattergras, Wald-Sauerklee, Weiße Pestwurz, Ährige Teufelskralle, Gemeine Fichte, Waldkiefer,
Gelappter Schildfarn, Hasenlattich, Hohe Schlüsselblume, Dunkles Lungenkraut, Stieleiche, Wolliger Hahnenfuß, Kriechender Hahnenfuß,
Himbeere, Brombeere, Sal-Weide, Schwarzer Holunder, Roter Holunder, Wald-Sanikel, Wald-Simse, Knotige Braunwurz,
Fuchssches Greiskraut, Rote Lichtnelke, Bittersüßer Nachtschatten, Gewöhnliche Goldrute, Wald-Ziest, Sommerlinde, Huflattich,
Bergulme, Große Brennnessel, Heidelbeere, Kleiner Baldrian, Echter Baldrian, Bachbunge, Echter Ehrenpreis, Gewöhnlicher Schneeball,
Duftveilchen, Weißbeerige Mistel.

## Schutzzweck
Der Schutzzweck des Schonwalds ist gemäß Schutzgebietsverordnung
- Erhaltung, Pflege und Verjüngung standortstypischer, naturnaher Tannen-Buchen-Wälder in den oberen Hangteilen;
- weitgehend unbeeinflusste, natürliche Entwicklung eines Schluchtwaldes im Talgrund im Sinne der Erhaltens- bzw. der Entwicklungsziele des FFH- bzw. des Naturschutz-Gebietes;
- Schutz des natürlichen Bachlaufes mit seinen Wasserfällen und geologischen Aufschlüssen;
- Weiterer Schutzzweck ist die Erhaltung der biologischen Vielfalt.

## Betreuung
Wissenschaftlich betreut wird der Schonwald durch die Forstliche Versuchs- und Forschungsanstalt Baden-Württemberg (BVA).